# Aktiengesellschaft
Eine Aktiengesellschaft (Abkürzung der deutschen, österreichischen, liechtensteinischen, schweizerischen und belgischen Rechtsform: AG, in der französisch- und italienischsprachigen Schweiz SA, für Société Anonyme; Abkürzungen weiterer Länder siehe unten) ist eine privatrechtliche Vereinigung und wird durch das Aktienrecht geregelt. Dabei handelt es sich um eine Kapitalgesellschaft, deren Grundkapital in Aktien zerlegt ist.

## Definition
Die Aktiengesellschaft ist eine Gesellschaftsform, die in der Regel den Betrieb eines Unternehmens zum Gegenstand hat. Sie gilt als typische Unternehmensform von Wirtschaftsunternehmen mit großem Kapitalbedarf. Bei der Aktiengesellschaft stellt sich die kapitalgesellschaftliche Konzeption, die auf Vermögensvereinigung und Vermögensmehrung gerichtete Zielsetzung, am deutlichsten dar. Die Aktiengesellschaft zeichnet sich insbesondere durch folgende Eigenschaften aus:
- Sie ist eine juristische Person bzw. eine Körperschaft, also eine auf Mitgliedschaft beruhende, aber als Vereinigung selbständig rechtsfähige rechtliche Einheit, die selbst als Träger von Rechten und Pflichten auftritt und vor Gericht klagen und verklagt werden kann.
- Sie ist eine Kapitalgesellschaft, also auf ein bestimmtes Grundkapital in der Weise gestützt, dass die Haftung der Mitglieder, also der Aktionäre, auf dieses Kapital beschränkt ist.
- Das Grundkapital ist in Aktien zerlegt. Diese sind heute selten in Aktienurkunden verbrieft. Börsennotierte AGs in Deutschland beispielsweise verbriefen ihre Aktien oft nur in einer Globalurkunde, die bei Clearstream hinterlegt wird.
- Im Regelfall sind die Aktien übertragbar (fungibel). Es gehört allerdings nicht zu den notwendigen Wesensmerkmalen einer Aktiengesellschaft, dass die Aktien an einer Börse gehandelt werden.

Die Aktiengesellschaft vereint in der Regel eine große Anzahl von (vielfach passiven) Aktionären, die ihr Kapital in die Unternehmung investiert haben, um aus den von der Gesellschaft erwirtschafteten Erträgen Dividenden zu erhalten. Die Aktionäre nehmen ihre mitgliedschaftlichen Rechte in der Regel in Aktionärsversammlungen durch Ausübung ihres Stimmrechts wahr. Die Geschäfte der Gesellschaft werden aber von besonderen Organen geführt.
- Aktiengesellschaften können sich durch Ausgabe neuer Aktien oder durch die Begebung von Anleihen leichter neues Kapital beschaffen, als dies bei vielen anderen Unternehmensformen der Fall ist, vor allem dann, wenn die Gesellschaft an der Börse gehandelt wird. Deshalb ist die Aktiengesellschaft die Unternehmensform der Wahl für Großunternehmen, aber auch für Unternehmen, die schnell wachsen, etwa in neuen Wirtschaftszweigen.
- Der Bestand des Unternehmens wird von seinen Eigentümern unabhängig, anders als etwa bei einer von ihrem Inhaber abhängigen Einzelunternehmen oder OHG. Damit wird die Existenz dauerhafter.
- Vor allem bei börsennotierten Unternehmen oder bei Mitarbeiterbeteiligungen besteht die Möglichkeit, dass sich auch Kleinanleger beteiligen und somit am Unternehmenserfolg teilhaben. Bei Misserfolg des Unternehmens besteht das Risiko des Totalverlustes des eingesetzten Kapitals, jedoch in der Regel keine darüber hinausgehende Nachschusspflicht.

### Die Schweizer Aktiengesellschaft
Die gesetzlichen Grundlagen über die Aktiengesellschaft werden im Schweizer Obligationenrecht in den Artikeln 620 bis 771 behandelt.
Zur Gründung einer AG benötigt man ein Aktienkapital von mindestens CHF 100'000 (Obligationenrecht Art 621), wobei mindestens 20 % bzw. in jedem Fall mindestens CHF 50'000 in Form von Bargeld oder Sacheinlagen (qualifizierte Gründung) unmittelbar vorhanden sein müssen (Obligationenrecht Art 632). Der fehlende Teil des Aktienkapitals muss als nicht einbezahltes Aktienkapital bilanziert werden, wobei dies nur bei Namenaktien möglich ist.
Der Name der Gesellschaft (wird als Firma bezeichnet) muss schweizweit einmalig sein (Obligationenrecht Art 951). In der Firma muss die Rechtsform (AG) angegeben sein (Obligationenrecht Art 950).

## Geschichte
Erste Vorläufer des Prinzips der Anteilsteilung sind bereits zu Zeiten des Römischen Reiches zu finden, wo sich verschiedene Händler zusammenschlossen, um teure Handelsreisen vorzufinanzieren (Kapitalvereinigungen). Diese Finanzbündnisse bestanden damals jedoch nur bis zum Abschluss der Handelsreise und gingen nicht über diese hinaus.
Im 14. und 15. Jahrhundert schlossen sich in Preußen ebenso wie in der heutigen Steiermark Erzabbau- und Erzverarbeitungsunternehmer zusammen, um die kostspieligen Untertageunternehmen gemeinsam langfristig zu finanzieren. So wurden 1415 in Leoben und bald im ganzen deutschen Sprachraum Genossenschaften (Gewerkschaften) gegründet, die sich durch Anteile, sogenannte Kuxe, finanzierten. Diese Kuxe wurden zunächst nur von Industriepartnern, später jedoch auch an industriefremde Kaufleute, Adel und Klöster ausgegeben und gehandelt und stiegen und fielen in ihrem Wert.
Im Jahr 1407 wurde in Genua die St. Georgsbank (Banco di San Giorgio) gegründet, die oft auch als erste „wirkliche“ Aktiengesellschaft bezeichnet wird.
Die erste als moderne Aktiengesellschaft organisierte Unternehmung war die 1602 gegründete Niederländische Ostindien-Kompanie (Vereenigde Oostindische Compagnie; abgekürzt: V.O.C. bzw. VOC) oder Kompanie (Compagnie).

### Deutschland
Unternehmensformen der vorindustriellen Zeit sind oft nach Art der Herstellung oder Arbeitsweise zu charakterisieren – allgemein werden Handwerk, Verlag und Manufaktur unterschieden. Mit Einsetzen der Industrialisierung wurde der Kapitalbedarf auch im deutschen Sprachraum größer. Als Geldquelle für große Investitionen kamen daher die Kommanditgesellschaft auf Aktien und die Aktiengesellschaft auf.
Die Gründung von Aktiengesellschaften wurde seit 1807 nach dem im Rheinland geltenden code de commerce geregelt. 1815 übernahm man die Bestimmungen für die société anonyme aus dem französischen Recht in das Rheinische Handelsgesetzbuch. Um die Erlaubnis zur Gründung einer Aktiengesellschaft zu erlangen, bedurfte es des Nachweises der Gemeinnützigkeit, wie im Königreich Preußen.
Dadurch waren in den 20er und 30er Jahren des 19. Jahrhunderts Aktiengesellschaften vornehmlich nur beim Straßenbau, in der Schifffahrts- und in der Versicherungsbranche zu finden. In Preußen entstanden zwischen 1801 und 1831 nur fünfzehn Aktiengesellschaften (ohne Eisenbahnen und Chausseen). Vor 1843 waren in der Rheinprovinz lediglich 41 Aktiengesellschaften (ohne Eisenbahnen und Chausseen) beantragt worden.
Am 1. Januar 2016 waren 15.453 Aktiengesellschaften in deutschen Handelsregistern registriert.

## Die Aktiengesellschaft in verschiedenen Ländern
In allen deutschsprachigen Ländern gibt es die Rechtsform der Aktiengesellschaft (siehe Aktiengesellschaft (Deutschland), Aktiengesellschaft (Österreich), Aktiengesellschaft (Schweiz), Aktiengesellschaft (Belgien)). Es gibt zudem Mischformen, beispielsweise die Kommanditaktiengesellschaft (Schweiz) bzw. die Kommanditgesellschaft auf Aktien (Deutschland). Im Zuge weitergehender Harmonisierungsbestrebungen wurde auf europarechtlicher Grundlage mit der Europäischen Aktiengesellschaft (lat. societas europaea, SE) eine vergleichbare Gesellschaftsform geschaffen.
Zu den Details der Aktiengesellschaften in den verschiedenen Ländern siehe die folgenden länderspezifischen Artikel:
| Bezeichnung                                                                    | Abkürzung           | Land                         | Bemerkungen |
| ------------------------------------------------------------------------------ | ------------------- | ---------------------------- | --- |
| Akcinė bendrovė                                                                | AB                  | Litauen                      | |
| Uždaroji akcinė bendrovė                                                       | UAB                 | Litauen                      | „geschlossene Aktiengesellschaft“, entspricht der GmbH |
| Anonimi etairia (Ανώνυμη Εταιρεία)                                             | Α.Ε./ΑΕ (ΑΕ)        | Griechenland                 | |
| Aktiebolag                                                                     | AB                  | Schweden                     | |
| Akcionerno družestwo (Акционерно дружество)                                    | AD/EAD (АД)         | Bulgarien                    | |
| Akcionersko društvo (Акционерско друштво)                                      | AD (АД)             | Nordmazedonien               | |
| Akcionarsko društvo (Акционарско друштво)                                      | A.D. (А.Д.)         | Serbien                      | |
| Akcionarsko društvo (Акционарско друштво)                                      | A.D. (А.Д.)         | Montenegro                   | |
| Aktiengesellschaft                                                             | AG                  | Österreich                   | |
| Aktiengesellschaft                                                             | AG                  | Deutschland                  | |
| Aktiengesellschaft                                                             | AG                  | Liechtenstein                | |
| Aktiengesellschaft, Société Anonyme, Società Anonima                           | AG, SA              | Schweiz                      | |
| Aktiengesellschaft, Naamloze vennootschap, Société anonyme                     | AG, N.V., SA        | Belgien                      | |
| Aktsiaselts                                                                    | AS                  | Estland                      | |
| Akciju Sabiedriba                                                              | AS                  | Lettland                     | |
| Bahrain Shareholding Company                                                   | B.S.C.              | Bahrain                      | Unterscheidung in: öffentliche (Public) bzw. geschlossene (Closed) Aktiengesellschaft                                                                             |
| Delniška Družba                                                                | D.D.                | Slowenien                    | |
| Aktiengesellschaft mit beschränkter Haftung                                    | 股份公司            | Volksrepublik China          | |
| Gǔfèn Yǒuxiàn Gōngsī (股份有限公司)                                            | –                   | Taiwan                       | |
| Dioničko društvo                                                               | d.d.                | Kroatien                     | |
| Dioničko društvo                                                               | d.d.                | Bosnien-Herzegowina          | |
| Aksjeselskap                                                                   | A/S oder AS         | Norwegen                     | |
| Allmennaksjeselskap                                                            | ASA                 | Norwegen                     | |
| Aktieselskab                                                                   | A/S (⅍)             | Dänemark                     | |
| Anonim Şirket                                                                  | A.Ş.                | Türkei                       | |
| Akciová společnost                                                             | a. s.               | Tschechien                   | |
| Akciová spoločnosť                                                             | a. s.               | Slowakei                     | |
| Widkryte Akzionerne Towarystwo (Відкрите акціонерне товариство)                | BAT (ВАТ)           | Ukraine                      | |
| Akzionerne Towarystwo (Акціонерне Товариство)                                  | AT (АТ)             | Ukraine                      | |
| Berhad                                                                         | Bhd.                | Malaysia                     | auch: Sendirian Berhad, die der britischen Private Limited entspricht                                                                                             |
| Kabushiki kaisha (株式会社)                                                    | K.K. (㏍)           | Japan                        | Die häufigste Unternehmensform in Japan; oft ins Englische als Corporation (Corp.), Company, Limited (Co., Ltd.) oder Company, Incorporated (Co., Inc.) übersetzt |
| Limited Company/Limitée                                                        | Ltd./Ltée           | Kanada                       | |
| Corporation                                                                    | Corp.               | Kanada                       | |
| Incorporated Company/Incorporée                                                | Inc.                | Kanada                       | |
| Société par actions de régime fédéral                                          | S.A.R.F             | Kanada                       | |
| Limited Company                                                                | LTD                 | Australien                   | |
| Public Limited Company                                                         | plc                 | Vereinigtes Königreich       | PLC = public limited company Öffentliche Aktiengesellschaft, deren Anteile z. B. an der Börse gehandelt werden dürfen                                             |
| Corporation                                                                    | Corp., Inc.         | Vereinigte Staaten           | |
| Limited Company                                                                | LTD                 | Neuseeland                   | |
| Limited Company/Teoranta                                                       | Ltd./Teo.           | Irland                       | |
| Limited Company                                                                | LTD                 | Indien                       | |
| Limited Company                                                                | LTD                 | Pakistan                     | |
| Naamloze Vennootschap                                                          | N.V.                | Niederlande                  | |
| Osakeyhtiö, Aktiebolag Julkinen osakeyhtiö, Publikt aktiebolag                 | Oy, Ab Oyj, Abp     | Finnland                     | |
| Private Joint Stock Company                                                    | PJS                 | Vereinigte Arabische Emirate | |
| Public Joint Stock Company                                                     | PJSC                | Vereinigte Arabische Emirate | |
| Publitschnoje Akzionernoje Obschtschestwo (Публичное акционерное общество)     | PAO (ПАО)           | Russland                     | Öffentliche Aktiengesellschaft, früher Otkrytoje Akzionernoje Obschtschestwo, OAO (Открытое акционерное общество, ОАО)                                            |
| Nepublitschnoje Akzionernoje Obschtschestwo (Непубличное акционерное общество) | AO (АО)             | Russland                     | Nichtöffentliche Aktiengesellschaft, früher Sakrytoje Akzionernoje Obschtschestwo, SAO oder engl. ZAO (Закрытое акционерное общество, ЗАО)                        |
| Perseroan Terbatas                                                             | PT.                 | Indonesien                   | |
| Nyilvánosan működő részvénytársaság                                            | Nyrt.               | Ungarn                       | Öffentliche Aktiengesellschaft, deren Anteile z. B. an der Börse gehandelt werden dürfen                                                                          |
| Zártkörűen működő részvénytársaság                                             | Zrt.                | Ungarn                       | Private („geschlossene“) Aktiengesellschaft, entspricht der Kleinen Aktiengesellschaft                                                                            |
| Shoqëria aksionare                                                             | Sh.A.               | Albanien                     | |
| Sociedad Anónima                                                               | S.A.                | Argentinien                  | |
| Sociedad Anónima                                                               | S.A.                | Spanien                      | |
| Sociedade Anônima                                                              | S.A.                | Brasilien                    | |
| Sociedad Anónima                                                               | S.A.                | Chile                        | |
| Sociedad Anónima                                                               | S.A.                | Peru                         | |
| Sociedad Anónima                                                               | S.A.                | Kolumbien                    | |
| Sociedad Anónima de Capital Variable                                           | S.A. de C.V.        | Mexiko                       | |
| Sociedade Anónima                                                              | S.A.                | Portugal                     | |
| Société Anonyme                                                                | S.A./SA             | Frankreich                   | |
| Société Anonyme                                                                | S.A./SA             | Luxemburg                    | |
| Société par actions simplifiée                                                 | S.A.S./SAS          | Frankreich                   | vereinfachte Aktiengesellschaft |
| Società per azioni                                                             | S.p.A.              | Italien                      | |
| Societate pe Acțiuni                                                           | S.A.                | Rumänien                     | |
| Spółka Akcyjna                                                                 | S.A.                | Polen                        | |
| Societas Europaea                                                              | SE                  | EU/EWR                       | |
| Sherkat-e Sahamiye Khass                                                       | S.S.K.              | I.R. Iran                    | |
| Shareholding Company (Tổng Công ty Cổ phần)                                    | SC                  | Vietnam                      | |
| Jusik Hoesa (주식회사 bzw. 株式會社)                                           | Co. Ltd./Corp./Ltd. | Südkorea                     | vergleichbar mit dem Gesellschaftsrecht der Vereinigten Staaten                                                                                                   |
| Hlutafélag                                                                     | hf., h/f, h.f.      | Island                       | |
| Private Company                                                                |                     | Israel                       | 1–50 Aktionäre, Firmenzusatz Limited bzw. Ltd. bei Haftungsbeschränkung                                                                                           |
| Public Company                                                                 |                     | Israel                       | mindestens 7 Aktionäre, Firmenzusatz Limited bzw. Ltd. bei Haftungsbeschränkung                                                                                   |
| Qatar Public Shareholding Company                                              | Q.P.S.C. / QPSC     | Katar                        | Mindestens 5 Aktionäre, mindestens 10.000.000 QAR Stammkapital mit einem Mindestnennwert von 10 QAR                                                               |